# Édito de Tolerância de Galério
O Édito de Tolerância de Galério ou Édito de Tolerância de Nicomédia foi um édito datado de abril de 311 d.C. e emitido pela tetrarquia de Galério, Constantino I e Licínio, oficialmente colocando um termo à perseguição de Diocleciano aos cristãos.
Galério, que tinha sido uma das figuras de destaque nas perseguições, admitiu que a política de tentar erradicar o cristianismo falhara. Morreria cinco dias depois de assinar o édito.
Trata-se de um decreto de indulgência, pelo qual as perseguições aos cristãos eram cessadas. Reconhece-se ainda aos cristãos existência legal e liberdade para se reunirem e construírem templos para a prática religiosa cristã.
O cristianismo foi oficialmente legalizado no Império Romano mais tarde, no século IV, por Constantino e Licínio, através do Édito de Milão. Mas só em 380, no império de Teodósio, com o édito de Tessalônica, o cristianismo passou a ser oficialmente a religião do império romano.